# Stanisław Romanowski
Stanisław Romanowski (ur. 21 kwietnia 1922 w Racławicach, zm. 7 września 2004) – polski inżynier rolnictwa, poseł na Sejm PRL II, III, IV i V kadencji.

## Życiorys
Syn Pawła. Początkowo działał w Związku Młodzieży Wiejskiej RP „Wici”. W 1940 wywieziono go jako robotnika rolnego na roboty przymusowe do Niemiec. W 1944 skazano go na sześć miesięcy więzienia po nieudanej ucieczce do okupowanej Polski. Po II wojnie światowej był sołtysem, a potem wójtem we wsi Luboszyce; ponadto przewodniczącym gospodarstwa zespołowego. Zasiadał też w Wojewódzkiej Radzie Narodowej we Wrocławiu. W Zjednoczonym Stronnictwie Ludowym pełnił funkcje: prezesa Powiatowego Komitetu w Górze Śląskiej, sekretarza PK w Dzierżoniowie, sekretarza Wojewódzkiego Komitetu w Olsztynie, prezesa WK w Zielonej Górze, a także członka Głównej Komisji Kontroli oraz Naczelnego Komitetu. Zwolennik ścisłej zależności ZSL od Polskiej Zjednoczonej Partii Robotniczej. W 1969 ukończył studia w Wyższej Szkole Rolniczej we Wrocławiu.
W 1957, 1961, 1965 i 1969 uzyskiwał mandat posła na Sejm PRL. W trakcie II kadencji zasiadał w Komisji Nadzwyczajnej Ziem Zachodnich, w III w Komisji Spraw Wewnętrznych, a w IV i V w Komisji Leśnictwa i Przemysłu Drzewnego.
Pochowany na Starym Cmentarzu w Zielonej Górze (30/1/59).

## Odznaczenia
- Krzyż Oficerski Orderu Odrodzenia Polski
- Krzyż Kawalerski Orderu Odrodzenia Polski (1955)[3]
- Medal 10-lecia Polski Ludowej (1955)[4]
- Odznaka 1000-lecia Państwa Polskiego (1966)[5]